# Saint-Caprais-de-Blaye
Saint-Caprais-de-Blaye is een plaats en voormalige gemeente in het Franse departement Gironde in de regio Nouvelle-Aquitaine en telt 405 inwoners (1999). De plaats maakt deel uit van het arrondissement Blaye.

## Geschiedenis
Saint-Caprais-de-Blaye is op 1 januari 2019 gefuseerd met de gemeente Marcillac tot de gemeente Val-de-Livenne. 

## Geografie
De oppervlakte van Saint-Caprais-de-Blaye bedraagt 5,2 km², de bevolkingsdichtheid is 77,9 inwoners per km².
De onderstaande kaart toont de ligging van Saint-Caprais-de-Blaye met de belangrijkste infrastructuur en aangrenzende gemeenten.

## Demografie
Onderstaande figuur toont het verloop van het inwonertal.

## Afbeeldingen

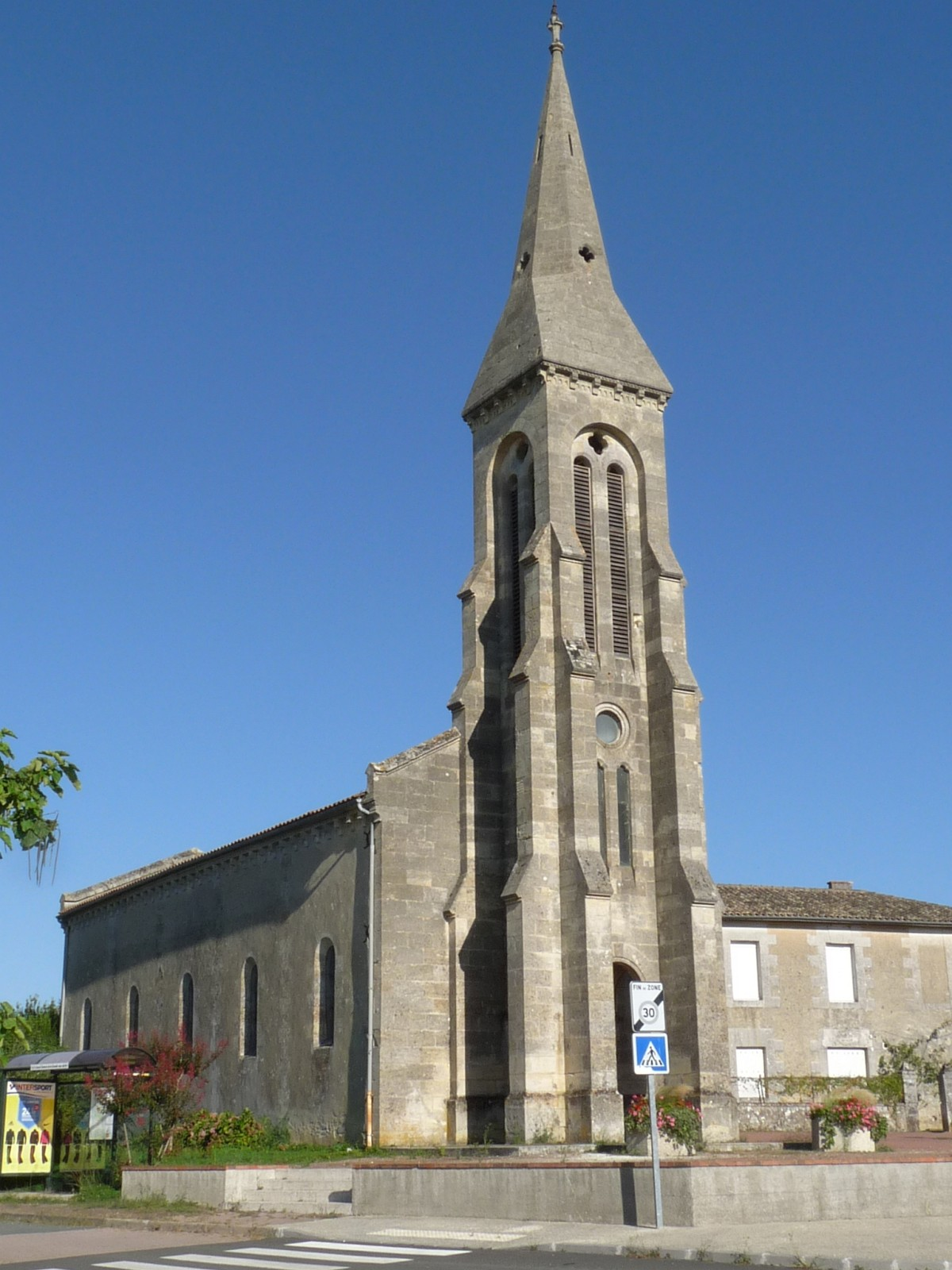
Église Saint-Clair
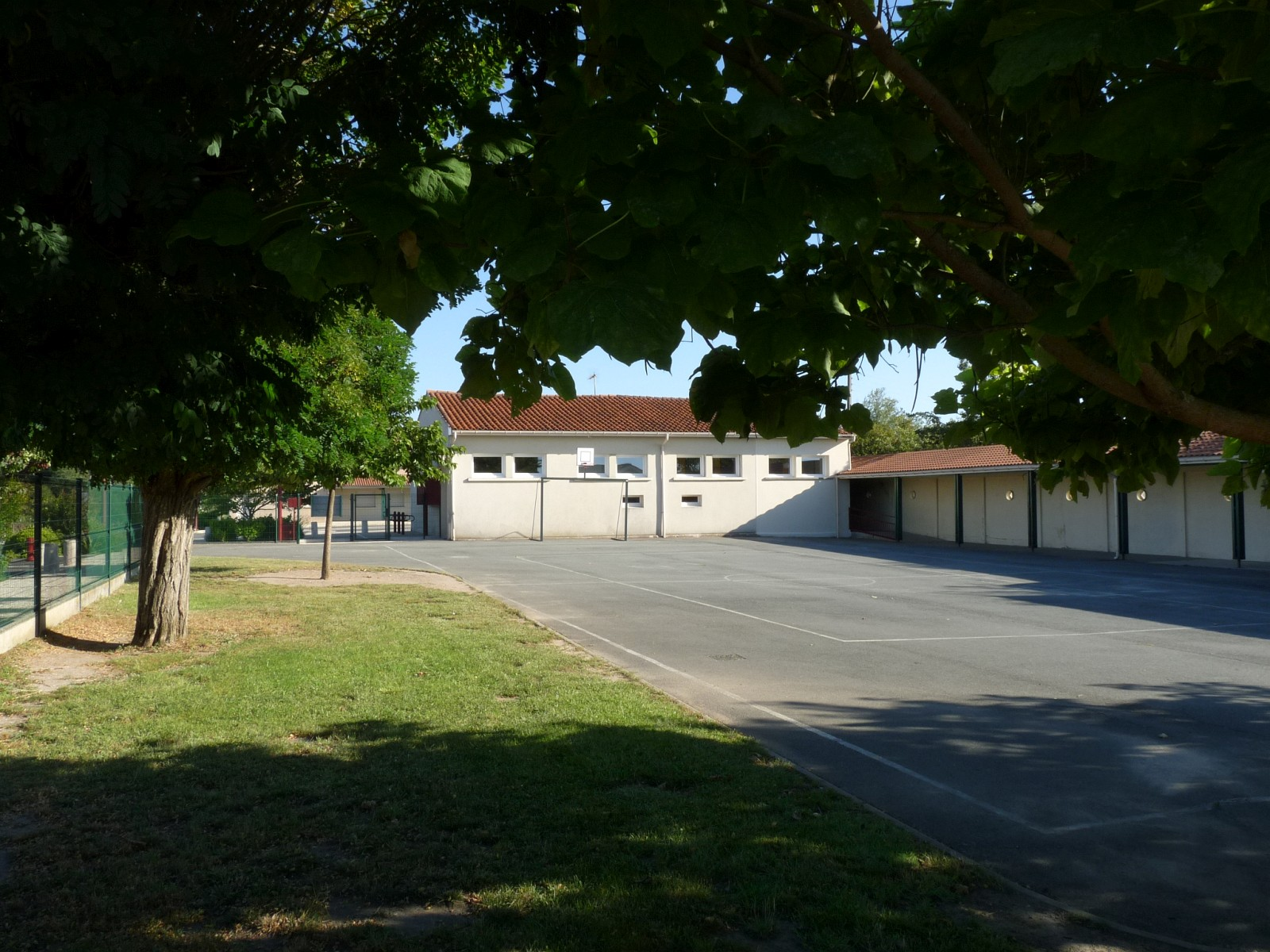
School